# Rhagoletis fausta
Rhagoletis fausta är en tvåvingeart som först beskrevs av Osten Sacken 1877.  Rhagoletis fausta ingår i släktet Rhagoletis och familjen borrflugor. Inga underarter finns listade i Catalogue of Life.